# Врата (фильм, 2009)
«Врата́» (англ. The Hole, «Дыра») — американский фильм ужасов с элементами фэнтези 2009 года режиссёра Джо Данте. Ремейк одноимённого фильма 1987 года.

## Сюжет
Мать перевозит 17-летнего Дэйна и его 10-летнего брата Лукаса из Нью-Йорка в маленький городок Бенсонвиль. Мама всё больше пропадает на работе, ей некогда заниматься детьми, и братья находят себе занятие: исследовать своё новое место жительства. Дэйн знакомится с соседкой Джули.
Но все меняется, когда они находят зловещую бездонную дыру, закрытую люком в подвале. Открыв крышку люка, братья познают леденящий сердце холод — этот бездонный колодец является вратами в миры тьмы. И теперь, когда они выпустили зло на волю, в каждой тени оживут их потаённые страхи, и им придётся встретиться лицом к лицу с ужасом, чтобы закрыть врата навсегда.

## Производство
Съёмки фильма проводились в Ванкувере зимой 2008 и 2009 года.

## Критика
Фильм получил положительные отзывы от критиков. На агрегаторе отзывов Rotten Tomatoes сказано, что 81 % критиков дали фильму положительную оценку, основанную на 36 обзорах, со средним рейтингом 6,4 из 10. Резюме фильма следующее: «Ностальгическое возвращение к стандартам пригородных подростковых триллеров 1980-х, „Врата“ — страшный фильм, режиссёр Джо Данте снова на коне, и это радует».

## В ролях
- Крис Массолья — Дейн Томпсон
- Хейли Беннетт — Джули Кемпбелл
- Нейтан Гэмбл — Лукас Томпсон
- Брюс Дерн — «Жуткий» Карл
- Тери Поло — Сьюзан Томпсон
- Куинн Лорд — Энни Смит
- Питер Шинкода
- Марк Поусон
- Джон ДеСантис
- Дуглас Чэпман
- Корд Оверстрит — Адам
- Дик Миллер — камео

## Награды и номинации
- 2009 — Премия Венецианский кинофестиваль Лучший З-D стереоскопический фильм.